# 摩擦变色
摩擦变色指的是机械摩擦时材料颜色的改变。
摩擦变色材料常被用于检测摩擦。这些材料在机械应力情况下通常会改变颜色且一旦颜色在应力撤除时会逐渐褪去。